# L'arbre de la vida (pel·lícula de 2011)
L'arbre de la vida (títol original en anglès, The Tree of Life) és una pel·lícula de drama estatunidenc de 2011 escrita i dirigida per Terrence Malick. Va guanyar la Palma d'Or de la 64a edició del Festival de Canes. Concebuda com «una epopeia còsmica i un himne a la vida», la pel·lícula compagina la difícil joventut d'un nen pertanyent a una família texana dels anys 1950 amb una genèrica història de l'Univers i de l'origen de la humanitat. La fragmentària història és explicada retrospectivament des del punt de vista d'un dels fills quan ja és adult (interpretat per l'actor Sean Penn), interrompuda amb diferents imatges de la naturalesa i de la formació de l'univers mentre de tant en tant una veu en off fa reflexions existencials. Els pares de la família texana són interpretats pels actors Brad Pitt i Jessica Chastain. Es va doblar i subtitular al català.

## Argument
La pel·lícula comença amb una cita del Llibre de Job (capítol 38, versos 4-7) de l'Antic Testament: «¿On eres tu, quan jo fundava la terra? Indica-ho, si saps la veritat!… mentre els estels del matí, en cor, cridaven de joia, i l'aclamaven tots els fills de Déu?».
Després de l'aparició d'una misteriosa i enlluernadora llum, les imatges de l'univers donen pas a la introducció a la vida d'una família americana de Texas, la mare de la qual acaba de ser informada via telegrama de la sobtada mort del seu fill de dinou anys. La trista notícia aboca la família sencera en un profund trauma del qual Jack, el germà gran, no serà capaç d'alliberar-se mai. En la seva vida adulta com a reeixit arquitecte a Houston, Jack no pot deixar de pensar en el seu difunt germà.
La trama canvia de nou quan Jack observa la plantació d'un arbre, seguida per les imatges del big-bang i l'aparició de la vida a la Terra, acompanyades pels dubtes existencials de Jack mitjançant una veu en off, els quals van reapareixent al llarg de diverses escenes la pel·lícula.
Després que un predador perdoni la vida d'un altre dinosaure ferit, la trama salta de cop als anys 1950, on una família de classe mitjana amb tres fills viu als afores de la ciutat texana de Waco. L'autoritari pare, senyor O'Brien, és un enginyer amb un concepte molt estricte sobre l'educació dels seus tres fills Jack, R.L i Steve, els quals pateixen sota els seus mètodes disciplinaris.
De la seva juvenil vocació de músic, O'Brien només en conserva les seves sessions com a organista de la parròquia. Professionalment, es dedica a patentar invents amb els quals un dia aspira a fer-se ric. La mare dòcil, que evita confrontar-se amb les estrictes maneres del seu marit, procura donar una educació cristiana als fills mentre aprofita una llarga absència del seu marit per relaxar la sempre tensa atmosfera de la llar. Això no obstant, al seu retorn, Jack acaba rebel·lant-se contra el seu pare i, per alliberar la frustració que li genera la seva vida en família, comença a torturar animals, fer el gamberro i maltractar el seu germà menor.
Un dia, quan la refineria on treballa O'Brein tanca, la família es veu obligada a mudar-se i el pare, que ha perdut la seva autoestima, confessa a Jack que el seu dur i estricte caràcter només tenia per objectiu preparar-lo per afrontar millor les dificultats de la vida.
La pel·lícula acaba amb un somni en el qual l'adult Jack, tot passejant-se per la platja, es retroba amb ses pares, el seu difunt germà i altres persones que han format part de la seva vida. Seguidament, les imatges es van difuminant fins a acabar de desaparèixer per la misteriosa i enlluernadora llum amb la qual la pel·lícula havia començat.

## Banda sonora original i cançons de la pel·lícula
Al llarg de la pel·lícula, fan acte de presència fragments de les següents obres musicals:
- Vltava: poema simfònic pertanyent a Má Vlast (La meva pàtria) de Bedřich Smetana
- Les Barricades mystérieuses de François Couperin
- Funeral March de Patrick Cassidy (extret de l'àlbum Famine Remembrance)
- Lacrimosa de Zbigniew Preisner (extret de l'àlbum Requiem for My Friend)
- Toccata i fuga en re menor de Johann Sebastian Bach
- Fuga en re menor de Johann Sebastian Bach
- Funeral Canticle de John Tavener
- Rèquiem de Hector Berlioz
- Simfonia núm. 1 Titan de Gustav Mahler
- Simfonia núm. 4 de Johannes Brahms

## Premis i nominacions
| Any  | Premi                 | Categoria                     | Candidat         | Resultat  |
| ---- | --------------------- | ----------------------------- | ---------------- | --------- |
| 2011 | Festival de Canes     | Palma d'Or                    | Terrence Malick  | Guanyador |
| 2011 | Premis Golden Trailer | Millor pel·lícula independent | —                | Guanyador |
| 2011 | Premis Golden Trailer | Millor guió original          | —                | Nominat   |
| 2011 | Premis Golden Trailer | Millor escenografia           | —                | Nominat   |
| 2012 | Oscars                | Millor fotografia             | Emmanuel Lubezki | Nominat   |
| 2012 | Oscars                | Millor director               | Terrence Malick  | Nominat   |
| 2012 | Oscars                | Millor pel·lícula             | —                | Nominat   |